# Platysympus phylloides
Platysympus phylloides är en kräftdjursart som beskrevs av Francis Day 1978. Platysympus phylloides ingår i släktet Platysympus och familjen Lampropidae. Inga underarter finns listade i Catalogue of Life.